# 140
140 је била преступна година.

## Догађаји
- Цар Антонин Август Пије и Марко Аурелије Цезар постају римски конзули.
- Антонин Пије препознаје краља Квада, који постаје савезник Рима.

- Извоз маслиновог уља из Хиспаније Баетике у Рим је на врхунцу.
- 140-155 - Епископ Рима Свети Пије I.
- Побуна у Британији против Римљана.
- 140-178  - Краљ Кушана Васудева.

## Смрти
- Фаустина Старија, римска царица (р. 100)

- Гај Брутије Презент, староримски конзул из претходне године;
- Хигин, епископ Рима 136. до 140. године;
- Луције Бурбулеј Оптат Лигариан, конзул суфект 135. године
- Луције Катилије Север Јулијан Клаудије Регин, конзул Римског царства 120. године;
- Менелај Александријски, старогрчки математичар и астроном;
- Павсилип светитељ, мученик;